# Christa Leem
Christa Leem (Barcelona 1953-2004) va ser una actriu i vedet, especialista en estriptis, considerada icona de la llibertat als anys setanta a Barcelona i dels artistes catalans de la transició, musa de grans artistes i intel·lectuals i una autèntica reina de l'estriptis. El bar de la sala barcelonina de cabaret El Molino, des de la reforma de 2010, està presidit per una gran fotografia mural de Christa Leem.
Va néixer a Barcelona l'any 1953, en una família d'artistes de la qual ella seria la setena generació. La seva mare, Carmen Wernoff, era artista catalana de revista i el seu pare era acròbata. Va estudiar en un col·legi de monges. La seva primera feina va ser com a gogó a una discoteca de la plaça Gal·la Placídia de Barcelona. Va actuar a sales de revista, va treballar en diverses pel·lícules dels anys setanta i en espectacles teatrals catalans. Va morir a l'edat de 51 anys, a causa de càncer, en l'oblit des dels anys noranta. L'any de la seva mort l'Espai Brossa li va dedicar una festa-homenatge. Les seves cendres van ser escampades sobre la Mediterrània pels seus familiars i amics.

## Carrera artística
Va començar treballant a la Bodega Apolo i a El Molino. Després d'haver participat en el cinema, d'haver protagonitzat espectacles de teatre català i de fer gires a l'estranger, incloent-hi Itàlia, Grècia i Israel, tornaria als anys vuitanta a la revista barcelonina. En aquesta segona etapa va treballar a la Cúpula Venus, concretament als espectacles Para Cúpula, con amor (1982) i Christa Leem (1985).
Als anys setanta, a més de cabaret va fer d'actriu al cinema. La seva carrera com a actriu de cinema inclou participacions en títols com La ciutat cremada (Antoni Ribas, 1976), Las alegres chicas de El Molino (José Antonio de la Loma, 1976), L'obscura història de la cosina Montse (Jordi Cadena, 1977), Perros Callejeros (José Antonio de la Loma, 1977) i Ensalada Baudelaire (Leopoldo Pomés, 1978).
Al teatre, per exemple, va protagonitzar un muntatge del musical The Rocky Horror Show, dirigit per Ventura Pons, i l'espectacle L'armari en el mar, dirigit per Joan Brossa i que va estrenar-se al Teatre Lliure de Barcelona.
Va ser la primera persona a aparèixer completament nua davant les càmeres de Televisió Espanyola: concretament, al programa Mirador, l'any 1977. Al mateix temps es convertí en una mena de musa de la intel·lectualitat d'esquerres de l'època i especialment del poeta Joan Brossa, que la incorporà a nombroses de les seves peces teatrals i performances.

## Estil
Christa Leem tenia un estil de despullar-se allunyat de la purpurina, les plomes i les brillantors d'altres vedets. Per a Joan Brossa va ser una revolució, conèixer la Leem li va fer veure que la nuesa no tenia per què implicar disfressar-se (Brossa havia estat prèviament influenciat pel transformista italià Fregoli) i això el va portar a obrir portes a la seva obra i crear estriptis com La naixença de Venus, El darrer triangle, Concili o Homenatge al Vietcong.
Els espectacles de Christa Leem eren considerats com a sensuals i eròtics. Hom diu que no feia estriptis integrals perquè els considerava de mal gust.

## Influència a la cultura
La vida i l'obra de Christa Leem han influenciat altres artistes de l'estriptis i de l'espectacle en general. en especial als anys setanta i vuitanta va fascinar i inspirar tota una generació d'artistes i escriptors. També posteriorment, per exemple, el 2009, Jordi Coca va guanyar el premi Sant Joan Caixa Sabadell gràcies a la novel·la La nit de les papallones, basada a la vida de Christa Leem.
El 1967, el poeta Joan Brossa va escriure el guió per a un estriptis amb cartes, que va anomenar Estriptis Català, i que va començar a interpretar Christa Leem el 1977 al programa Mirador, presentat per Àngel Casas, de la televisió Miramar (el circuit català de Televisió Espanyola) abans de ser interrompuda per la censura. El 1983 va poder fer-lo sencer al teatre Arnau de Barcelona, en un espectacle on Brossa havia reunit els artistes que més s'acostaven a la seva visió d'entendre el cabaret.
Dos anys després de la mort de Leem, el col·lectiu Un dels nostres, que existia des de feia tres anys; va fer-li un homenatge i a més, des d'aleshores, va posar el seu nom, Christa Leem, al premi que donen anualment a la persona que consideren que la trajectòria vital i professional de la qual hagi destacat pel progressisme i la defensa de les llibertats.

## Premi Christa Leem
El premi Christa Leem és un premi que, des de 2006, atorga cada any el lobby Un dels nostres, un grup de persones de diferents àmbits (que inclou, per exemple Rosa Novell, Rosa Andreu, el director teatral Ferran Madico, Eduardo Mendoza, el cantant Loquillo, el fotògraf Pep Ribas, etc.) que tenen en comú "una visió progressista de la vida" i es reuneixen el segon dilluns de cada mes a dinar i a fer tertúlia a l'hotel Orient de La Rambla de Barcelona.
El premi és atorgat a persones que, per a Un dels nostres, representi una trajectòria vital i professional que hagi apostat clarament pel progressisme i les llibertats, tant des d'un punt de vista polític com humà o artístic. Està dissenyat per Lluïsa Jover. Christa Leem va guanyar pòstumament la primera edició del premi que porta el seu nom.

### Premiats
- 2020: Núria Espert (actriu i directora de teatre)
- 2018: Niño de Elche (músic)
- 2016: Javier Pérez Andújar (escritor)
- 2014: Joan Manuel Serrat (cantant)
- 2013: Miguel Poveda i Carlos Jiménez Villarejo (exfiscal especial anticorrupció)
- 2012: Pilar Manjón (Asoc. Víctimas Terrorismo 15M) i Ian Gibson (hispanista, escritor)
- 2011: Patti Smith (compositora nord-americana)
- 2010: Baltasar Garzón (jutge)
- 2009: Gonzalo Pérez de Olaguer (crític de teatre)
- 2008: Marcos Ana (poeta comunista i antifranquista)
- 2007: Salvador Allende (president xilè, ja mort) i Lilian Thuram (jugador del Barça)
- 2006: Christa Leem (artista teatral)